# 교황 베네딕토 2세
교황 베네딕토 2세(라틴어: Benedictus PP. II, 이탈리아어: Papa Benedetto II)는 제81대 교황(재위: 684년 683년/6월 26일 ~ 685년 5월 8일)이다.
베네딕토 2세는 로마 출신이며, 전임 교황 레오 2세가 선종한 후에 즉시 새 교황으로 선출되었다. 하지만 동로마 제국의 콘스탄티누스 4세 황제의 승인을 받지 못해 684년 6월까지 기다려야만 했다. 《로마 교황 기록》(Liber Diurnus Romanorum Pontificum)에 따르면, 베네딕토 2세는 콘스탄티누스 4세로부터 새로 선출된 교황에 대한 황제의 승인을 완전히 폐지 내지는 황제의 승인을 라벤나 총독에게 이관한다는 칙령을 받아냈다고 한다. 이는 곧 새로 선출된 교황에 대한 인증을 교회와 로마 시민들이 갖게 되었다는 것을 의미했다. 베네딕토 2세는 콘스탄티누스 4세와 좋은 관계를 맺었다. 콘스탄티누스 4세가 베네딕토 2세에게 아들들의 머리카락 한 타래를 보냈다는 이야기도 있다. 베네딕토 2세는 상징적인 의미로 콘스탄티누스 4세의 두 아들인 유스티니아누스와 헤라클리우스를 자신의 양자로 입적시켰다.
단의설을 제거하기 위해 그는 히스파니아의 주교들이 678년 소집된 제3차 콘스탄티노폴리스 공의회의 결정들을 수용하게 하였으며, 특히 단의설을 주장하여 안티오키아 주교 자리에서 쫓겨난 마카리우스가 단의설에 반대한다는 공의회의 결정을 순응하게 만드는데 고군분투하였다.
한편 베네딕토 2세가 교황으로 즉위한 지 1년도 채 지나지 않아서 로마에 있는 수많은 성당이 복구된 것으로 여겨진다. 베네딕토 2세는 685년 5월 8일에 선종하였다. 사후 성인으로 시성되었으며, 축일은 5월 8일이다.